# Stuart Symington
Stuart Symington (Amherst, 1901. június 26. – New Canaan, 1988. december 14.) az Amerikai Egyesült Államok szenátora (Missouri, 1953–1976).